# ابن تغري بردي
هو أبو المحاسنِ جمالُ الدينِ يوسفُ بنُ الأميرِ سيفِ الدينِ تَغْرِي بَرْدِي الأتابكيُّ اليشبقاويُّ الظاهريُّ (ولد بالقاهرة سنة 813 هـ / 1410 مـ وبها توفي سنة 874 هـ / 1470 مـ) ويعرف بابْنِ تَغْرِي بَرْدِي (بالتركية: تڭری وردی؛ ومعناه عطاء الله) الإمام الأديب المؤرخ المصري. كان أبوه من كبار أمراء المماليك في عهد السلطان الظاهر سيف الدين برقوق وابنه الناصر فرج بن برقوق. تتلمذ علميا ودينيا على أيدي كبار مشايخ عصره أمثال زوج أخته قاضي القضاة جلال الدين البلقيني، وابن حجر العسقلاني، وبدر الدين العيني، وابن ظهيرة وابن عربشاه. ثم لازم مجلس شيخ المؤرخين تقي الدين المقريزي فتعلم منه حب التاريخ والتأريخ. وبذلك انتمى ابن تغري بردي إلى طبقة الأمراء وأرباب الدولة وتتلمذ على أيدي العلماء وأهل العمائم[غير مفهوم].
كان ابن تغري بردي يعيش في سعة كاملة مما جعله قادرا على الاستغناء عن العمل للكسب. فتعلم الفروسية وبرع فيها كما تعلم الفقه والموسيقى والشعر، وكان يتقن اللغتين العربية والتركية. ومع ذلك فقد استهوته دراسة التاريخ، وساعده تفرغه، وصلاته بالبلاط السلطاني (توالى عليه في عصره عشرة سلاطين) وكبار الأمراء وأرباب السياسة على الاطلاع على المعلومات مما جعله يصبح من كبار المؤرخين.
كتب ابن تغري بردي اثني عشر مؤلفاً في التاريخ. كان أول كتبه «المنهل الصافي والمستوفي بعد الوافي» وفيه سجل تراجم أعيان عصره. اما أهم مؤلفاته واشهرها واضخمها فهو كتابه «النجوم الزاهرة في ملوك مصر والقاهرة» وهو سرد لتاريخ مصر منذ الفتح الإسلامي إلى عصره (انتهى فيه إلى 870هـ / 1467م). وبالرغم من أن ابن تغري بردي ذكر في مقدمة كتابه أنه كتبه دون طلب من ملك أو سلطان، إلا أنه ذكر في نهايته أنه ألفه من أجل صديقه الأمير محمد بن السلطان جمق، والذي كان ابن تغري بردي يتوقع أن يصل إلى تخت السلطنة فيختم الكتاب بعهده، إلا أن الأمير محمد وافته المنية قبل ذلك (توفي سنة 847هـ). انتهج ابن تغري بردي في هذا الكتاب منهجاً مخالفاً لمنهج أستاذه المقريزي، فقد جعل لكل عهد من عهود السلاطين فصلاً خاصاً، ثم ذكر السنين وحوادثها تباعاً داخل الفصل حتى إذا توفى الحاكم جعل له ترجمة منفصلة، ثم أعقب ذلك بترتيب سنوات العهد ترتيباً عددياً، وذكر وفيات كل منها في فصل واحد مع ذكر بعض الحوادث ضمن التراجم. وقد توسع ابن تغري بردي في التاريخ الفاطمي. أما الجزء الخاص بعصره فقد اتخذ شكل السجل اليومي من عهد الناصر فرج تقريباً إلى عهد السلطان الأشرف قايتباي. وقد اعتنى ابن تغري بردي بنهر النيل في كتابه وأحصى تقلباته وأحواله منذ الفتح الإسلامي إلى عصره. كما اهتم بالنشاط العمراني في مصر خلال العصور. ويعد تسجيل التاريخ الحضاري مع التاريخ السياسى إحدى ميزات ابن تغري بردي.
طبع كتاب «النجوم الزاهرة في ملوك مصر والقاهرة» (16 مجلد) بالقاهرة في نحو أربعين سنة من سنة 1930م إلى سنة 1972م. كما نشرت أقسام منه عن طريق بعض المستشرقين الغربيين.

## مؤلفاته
- المنهل الصافي والمستوفي بعد الوافي: تراجم عن أعيان عصره.ابتدأ ابن تغري بردي فيه من أوائل دولة المماليك البحرية بترجمة السلطان عز الدين أيبك إلى عصره، واتبع منهجاً يعتمد على الترتيب الأبجدي. ويضم الكتاب نحو 3000 ترجمة لسلاطين وأمراء وعلماء ووجهاء ومشاهير وحتى مغنيين. توجد نسخ لهذا الكتاب في القاهرة وإسطنبول وفيينا ودار الكتب الوطنية في باريس.
- الدليل الشافي على المنهل الصافي: مختصر لكتاب المنهل الصافي والمستوفي بعد الوافي. ولا ينقص من التراجم واحدة ولكن الاختصار شديد. هناك مخطوط لهذا الكتاب في إسطنبول: مخطوط قرة حلبي رقم 266 في 138 ورقة.
- حوادث الدهور في مدى الأيام والشهور: تذييل لكتاب المقريزي السلوك لمعرفة دول الملوك. انتهى فيه ابن تغري بردي بحوادث سنة 860هـ / 1456م.
- النجوم الزاهرة في ملوك مصر والقاهرة: أشهر وأهم وأكبر كتب ابن تغري بردي. فيه سرد تاريخ مصر منذ الفتح الإسلامي في سنة 20 هـ حتى سنة 872هـ قبيل وفاته. بالرغم من أنه نص في مقدمته أنه كتبه دون طلب من ملك أو سلطان، إلا أنه ذكر في أخره أنه ألفه من أجل صديقه الأمير محمد بن السلطان جمق، والذي كان ابن تغري بردي يتوقع بلوغه تخت السلطنة بعد أبيه لكن المنية وافته قبل ذلك في سنة 847هـ / 1443م
- الأنوار الظاهرة والكواكب الباهرة من النجوم الزاهرة: ملخص لكتاب النجوم الزاهرة في ملوك مصر والقاهرة. وهناك نسختان لهذا الكتاب في سراي أحمد الثالث بإسطنبول.
- مولد اللطافة فيمن ولى السلطنة والخلافة: عن تاريخ الخلفاء والسلاطين إلى آخر أيام الملك المنصور عثمان بن الظاهر جمق. ومنه مخطوطات في إسطنبول. وقد طبع هذا الكتاب بـكمبردج - إنجلترا سنة 1792م.
- البحر الزاخر في علم الأوائل والأواخر: كتاب في التاريخ العام منذ أدم إلى حتى عصر ابن تغري بردي. وفيه مباحث هامة حول خطط مصر، ومنه مجلد مخطوط في دار الكتب الوطنية بباريس (رقم 1551). وكان منه مخطوط ضخم في العراق اشترته دار الكتب في مصر.
- نزهة الرأي في التاريخ: تاريخ مفصل على السنين والشهور والأيام في نحو عشر مجلدات. يوجد له مخطوط في أكسفورد - إنجلترا.
- منشأ اللطافة في من ولي الخلافة.
- البشارة في تكميل الإشارة: تذييل للذهبي من سنة 700هـ إلى سنة 870هـ.
- حلية الصفات في اختلاف الأسماء والصناعات : مجموعة أدبية تاريخية معظمها شعر.
- الأنوار الظاهرة في الكواكب الطاهرة.
- نزهة الألباب في اختلاف الأسماء والألقاب.
- الانتصار للغة التتار.

ولابن تغري بردي أيضاً كتاب في الرياضة والموسيقى.